# Zoheir Khedhara
Zoheir Khedhara est un footballeur algérien né le 31 janvier 1973 à Bordj Bou Arreridj. Il évoluait au poste d'attaquant.

## Biographie
Il évoluait en première division algérienne avec le club de sa ville natale le CA Bordj Bou Arreridj.

## Palmarès
CA Bordj Bou Arreridj
- Championnat d'Algérie D2 (1) :
  - Champion : 2000-01.